# 陸上自衛隊第10師團
陸上自衛隊第10師團（日語：第10師団；平假名：だいじゅうしだん）是日本陸上自衛隊九個主要師團之一。該師團直屬於陸上自衛隊中部方面隊，主要部隊駐紮於愛知縣名古屋市，負責愛知縣、福井縣、岐阜縣、石川縣、三重縣及富山縣等行政區域的防衛警戒。
第10師團創設於1962年1月18日。

## 組織架構
- 守山駐屯地（日语：守山駐屯地）（愛知縣名古屋市）
  - 师团司令部及师部附属队
  - 第35普通科联队（日语：第35普通科連隊）
  - 第10通信大隊（日语：第10通信大隊）
  - 第10特殊武器防護隊
  - 第10音乐隊
- 金泽駐屯地（日语：金沢駐屯地）（石川縣金澤市）
  - 第14普通科联队（日语：第14普通科連隊）
- 久居駐屯地（日语：久居駐屯地）（三重县津市）
  - 第33普通科联队（日语：第33普通科連隊）
- 豊川駐屯地（日语：豊川駐屯地）（愛知縣豊川市）
  - 第10特科联队（日语：第10特科連隊）
  - 第10高射特科大隊（日语：第10高射特科大隊）
- 春日井駐屯地（日语：春日井駐屯地）（愛知縣春日井市）
  - 第10後方支援联队（日语：第10後方支援連隊）
  - 第10设施大隊（日语：第10施設大隊）
  - 第10偵察隊（日语：第10偵察隊）
- 明野駐屯地（日语：明野駐屯地）（三重县伊勢市）
  - 第10飛行隊（日语：第10飛行隊 (陸上自衛隊)）
- 今津駐屯地（日语：今津駐屯地）（滋贺县高島市）
  - 第10戰車大隊（日语：第10戦車大隊）

第10師團所属第10戰車大隊（戰車營）位於高島市，擁有四個中隊（連）的74式戰車；第10特科連隊（砲兵團）位於豐川市，第1特科大隊、第2特科大隊、第3特科大隊、第4特科大隊各擁有兩個特科中隊的155釐米FH-70野戰炮，第5特科大隊擁有四個特科中隊的155釐米FH-70野戰炮；第10偵察隊位於春日井市，編有87式裝甲偵查車；第10高射特科大隊（防空砲兵營）位於豐川市，配有81式及93式地對空導彈；第10設施大隊（工兵營），位於春日井市。

## 外部連結
- 第10師團首頁 （页面存档备份，存于） (Japanese)